# میراشواتس
میراشواتس (به صربی: Miraševac) یک منطقهٔ مسکونی در صربستان است که در راچا واقع شده‌است. میراشواتس ۷۴۲ نفر جمعیت دارد.